# Antennaria neglecta
Espèce
Classification phylogénétique
Antennaria neglecta est une espèce nord-américaine de plantes à fleurs de la famille des Astéracées, connue sous le nom commun de pied-de-chat négligé . Elle est répandue dans une grande partie du Canada (y compris les Territoires du Nord-Ouest et toutes les provinces sauf Terre-Neuve-et-Labrador ) ainsi que dans le nord-est et le centre-nord des États-Unis.
Antennaria neglecta est une plante herbacée jusqu'à 25 cm (10 pouces) de hauteur avec jusqu'à 8 têtes fleuries par plante. Les fleurs mâles et femelles sont portées par des plantes distinctes, certaines populations étant entièrement composées de plantes femelles.

## Description
Antennaria neglecta est une plante herbacée de petite taille, généralement stolonifère, formant des colonies denses. Les feuilles basales sont disposées en rosette, oblancéolées à spatulées, avec une texture duveteuse. Les tiges florales, non ramifiées, peuvent atteindre 10 à 30 cm de hauteur.Les capitules floraux sont petits, de couleur blanche à crème, réunis en groupes au sommet de la tige. Comme beaucoup d’espèces du genre Antennaria, A. neglecta est dioïque : les fleurs mâles et femelles sont portées sur des plantes distinctes. La floraison a lieu au printemps, généralement d’avril à juin selon la latitude.

## Répartition et habitat
L'espèce est largement répartie dans l'est et le centre de l'Amérique du Nord, notamment au Canada (Ontario, Québec) et dans les États du nord-est, du Midwest et du sud-est des États-Unis. Elle pousse principalement dans les prairies sèches, les lisières de forêts, les clairières sablonneuses, et parfois en bordure de routes.

## Taxinomie
L’espèce a été décrite pour la première fois en 1900 par Edward Lee Greene. Elle fait partie du genre Antennaria, qui comprend plusieurs espèces souvent difficiles à distinguer en raison de leur morphologie similaire et de leur tendance à l’hybridation.

## Statut de conservation
Dans certaines régions, Antennaria neglecta est considérée comme localement commune, mais elle peut être menacée par la perte de son habitat naturel due à l’urbanisation et à l’agriculture intensive.